# Rimvydas Turčinskas
Rimvydas Turčinskas (* 25. Februar 1956 in Kazlų Rūda) ist ein litauischer Arzt und Politiker.

## Leben
Nach dem Abitur 1974 an der Mittelschule absolvierte er von 1974 bis 1980 das Studium der Medizin am Kauno medicinos institutas und wurde Orthopäde-Traumatologe. Von 1981 bis 1983 war er Chirurg in Marijampolė, von 1998 bis 2004 Direktor des Krankenhauses, von 2004 bis 2008 Mitglied im Seimas, von 2006 bis 2008 Gesundheitsminister Litauens im Kabinett Kirkilas (14. Regierung). Von 1990 bis 2000 war er Mitglied im Stadtrat Marijampolė.
Seit 2008 ist er Mitglied von LSDP.
Er ist verheiratet und hat mit Frau Loreta (* 1955) eine Tochter und einen Sohn.

## Quelle
- http://sena.sam.lt/lt/main/apie_ministerija/istorija/ministrai
- http://www.vrk.lt/rinkimai/400_lt/Kandidatai/Kandidatas22558/Kandidato22558Anketa.html

| Vorgänger        | Amt                                    | Nachfolger            |
| ---------------- | -------------------------------------- | --------------------- |
| Žilvinas Padaiga | Gesundheitsminister Litauens 2006–2008 | Gediminas Černiauskas |

| Personendaten    | Personendaten                  |
| ---------------- | ------------------------------ |
| NAME             | Turčinskas, Rimvydas           |
| KURZBESCHREIBUNG | litauischer Arzt und Politiker |
| GEBURTSDATUM     | 25. Februar 1956               |
| GEBURTSORT       | Kazlų Rūda                     |